# Вулиця Миколи Бенцаля (Коломия)
Вулиця Миколи Бенцаля — одна з давніх вулиць Коломиї. Бічна від вулиці Млинської на південь.
Завдовжки — 250 м.
Розміщена в південній частині міста, па ґрунтах давньої забудови, на схід від вул. Староміської, поблизу кол. школи ім. Святого Миколая, і цілком можливо, що свого часу давня назва — вул. Святого Миколая — могла мати якийсь стосунок до однойменної школи.

## Попередні назви
Попередні назви: вул. Чарльза Дарвіна (1945—1990), вулиця Святого Миколая (до 1945). Перед Першою світовою війною — бічна Млинської нижчої. У документах другої половини 19 ст. збереглися повідомлення про те, що вулиця мала назву — Бічна Млинської вищої.